# David Wallace (Rugbyspieler)
David Wallace (* 8. Juli 1976 in Limerick) ist ein irischer Rugby-Union-Spieler, der auf der Position des Flügelstürmers spielt. Er ist für die Region Munster und die irische Nationalmannschaft aktiv.
Wallace gab im Jahr 2000 gegen Argentinien sein Debüt für Irland. Er folgte seinen Brüdern Richard und Paul, die ebenfalls Rugbyspieler waren. Er wurde 2001 für die Australien-Tour der British and Irish Lions nominiert, kam jedoch zu keinem Einsatz in einem offiziellen Testspiel. Aufgrund zahlreicher Verletzungen konnte er seinen Platz in der Nationalmannschaft bis zum Jahr 2006 nicht immer sichern.
Seit der erfolgreichen Saison 2005/06, in der er mit Irland die Triple Crown bei den Six Nations und mit Munster den Heineken Cup gewinnen konnte, gehört er jedoch zur Stammformation. Er gilt als besonders explosiver Flügelstürmer, der über viele Offensivqualitäten verfügt. Mit Munster konnte er 2008 den Gewinn des Heineken Cup wiederholen.
Bei den Six Nations 2009 erreichten die Iren nach 1948 den zweiten Grand Slam, Wallace stand dabei bei allen Spielen in der Startformation. Am 21. April des Jahres wurde er von Ian McGeechan für die Südafrika-Tour der Lions nominiert. Er wurde in allen drei Spielen gegen die „Springboks“ eingesetzt.